# Schneiderpitta
Die Schneiderpitta (Hydrornis schneideri) ist ein Sperlingsvogel aus der Gattung Hydrornis innerhalb der Familie der Pittas (Pittidae). Sie kommt in Südostasien vor. Es werden keine Unterarten unterschieden.
Die Bestandssituation der Schneiderpitta wird von der IUCN mit gefährdet (vulnerable) eingestuft.

## Beschreibung

### Körperbau
Die Schneiderpitta erreicht eine Körperlänge von 21 bis 23 Zentimetern und eine Flügellänge von 11,8 bis 13,6 Zentimetern. Die Körperform ist typisch für Arten aus der Familie der Pittas. Die Beine sind hoch und kräftig. Der Stummelschwanz wirkt wie abgeschnitten. Der Schnabel ist mittellang und leicht nach unten gebogen. Der Kopf ist in Proportion zum Körper groß, der Hals dagegen so kurz, dass die Schneiderpitta die für Pittas typische gedrungene Gestalt hat. Die Flügel sind kurz und abgerundet. Sie ragen anders als bei vielen anderen Pittas aber nicht über die Steuerfedern hinaus. Es besteht ein geringfügiger Geschlechtsdimorphismus. Der Schnabel ist bei beiden Geschlechtern dunkelbraun mit einer helleren Spitze. Die Iris ist haselbraun oder rotbraun. Die Füße und Beine sind hellbraun.

### Männchen
Bei den Männchen ist die Stirn graubraun und geht auf dem Scheitel in ein Braunorange über, das sich bis zum Nacken ausdehnt. Alle Federn haben eine schwarze Federbasis und sind bei vielen Individuen außerdem schmal fein gesäumt. Ein breiter schwarzer Streifen verläuft vom Schnabel über das Auge bis in den Nacken. Die Kopfseiten sind blass rötlichbraun mit einigen schmal schwarz gesäumten Federn. Ein schwarzer Halsring trennt das Kopfgefieder vom übrigen Gefieder. Er ist am auffälligsten auf dem Mantel und auf der Brust. Der Mantel, die Schulterfedern, der Rücken, der Bürzel, die Oberschwanzdecken und das Schwanzgefieder sind blau. Die Schwungfedern sind braun, dabei sind die Handschwingen olivbraun gefärbt. Die Flügeldecken sind dunkel zimtfarben, dazwischen befinden sich einzelne blaue Federn. Das Kinn und die Kehle sind weißlich, die übrige Körperunterseite ist hell orangebraun.

### Weibchen
Die Weibchen sind ähnlich, aber matter gefärbt. Der Scheitel ist etwas blasser als bei den Männchen und wirkt auf Grund der schwarzen Federsäume geschuppt. Der schwarze Halsring ist unauffälliger als bei den Männchen und kann bei einigen Individuen vollständig fehlen.

## Verwechslungsmöglichkeiten
Es besteht eine entfernte Ähnlichkeit mit der Riesenpitta, da beide Männchen auf der Körperoberseite blaue Federpartien haben und auf der Unterseite graubraun sind. Die Schneiderpitta hat allerdings eine rotbraune Kappe und ist deutlich kleiner als die Riesenpitta. Die Weibchen sind deutlich schwieriger auseinanderzuhalten. Es fehlt bei den weiblichen Schneiderpittas häufiger allerdings das dunkle Nackenband.

## Verbreitungsgebiet und Lebensraum
Die Schneiderpitta kommt ausschließlich auf Sumatra vor. Der Lebensraum sind Bergregenwälder bis in Höhenlagen von 2400 Metern. Sie besiedelt auch natürlich entstandene Lichtungen, wenn diese bereits einen dichten Aufwuchs an jungen Bäumen haben.

## Lebensweise
Die Schneiderpitta ist ein scheuer, bislang selten über längere Zeit beobachteter Vogel. Grundsätzlich ist sie ein bodenbewohnender Vogel und meist wird sie paarweise beobachtet. Verpaarte Vögel suchen selten in einem Abstand von mehr als zwei Metern Nahrung. Über die Fortpflanzungsbiologie dieser Art gibt es bislang wenig Informationen. Jungvögel, die von einem Männchen gefüttert wurden, wurden im Juni beobachtet.

## Etymologie und Forschungsgeschichte
Ernst Hartert beschrieb die Schneiderpitta unter dem Namen Pitta schneideri. Als Sammelort des Typusexemplars nannte er den Berg Sibayak. Es war Gustav Schneider (1867–1958), der es dem Natural History Museum at Tring zukommen ließ. Im Jahr 1816 führte Louis Pierre Vieillot die Gattung Pitta für die Bengalenpitta (Pitta brachyura (Linnaeus, 1766)) neu für die Wissenschaft ein. Später wurde auch Schneiderpitta der Gattung zugeschlagen. Der Name bedeutet in der dravidischen Sprache Telugu schöne Kugel. Der Artname ist dem Mann gewidmet, der das Typusexemplar zur Verfügung gestellt hatte.

## Einzelbelege
1. ↑  Hydrornis schneideri in der Roten Liste gefährdeter Arten der IUCN 2017.2. Eingestellt von: BirdLife International, 2016. Abgerufen am 3. Oktober 2017.
2. ↑   Erritzoe & Erritzoe: Pittas of the World. S. 47.
3. 1 2  Ernst Hartert: Dr. E. Hartert exhibited examples of the following new species and subspecies of birds, which he described as follows. In: Bulletin of the British Ornithologists' Club. Band 25, Nr. 3, 1909, S. 9–10 (biodiversitylibrary.org).
4. ↑  Louis Pierre Vieillot: Analyse d'une nouvelle ornithologie élémentaire. Deterville, De L'Imprimerie DE A. Belin, Paris 1816, S. 46 (books.google.de).
5. ↑  James A. Jobling: Helm Dictionary of Scientific Bird Names. Christopher Helm, London 2010, ISBN 978-1-4081-2501-4, S. 308.